# Asplenium delicatulum
Asplenium delicatulum là một loài thực vật có mạch trong họ Aspleniaceae. Loài này được C. Presl miêu tả khoa học đầu tiên năm 1825.